# Karol Czyszek
Karol Czyszek (ur. 19 kwietnia 1996 r.) – polski futsalista, zawodnik z pola, reprezentant Polski, od 2022 zawodnik Futsalu Świecie. W 2018 i 2019 roku z FC Toruń zajmował trzecie miejsce w ekstraklasie. W 2018 roku w meczu z Serbami zadebiutował w reprezentacji Polski.